# 4521 Akimov
4521 Akimov este un asteroid din centura principală, descoperit pe 29 martie 1979 de Nikolai Cernîh.